# Dactylicapnos scandens
Dactylicapnos scandens là một loài thực vật có hoa trong họ Anh túc. Loài này được (D.Don) Hutch. mô tả khoa học đầu tiên năm 1921.

## Hình ảnh

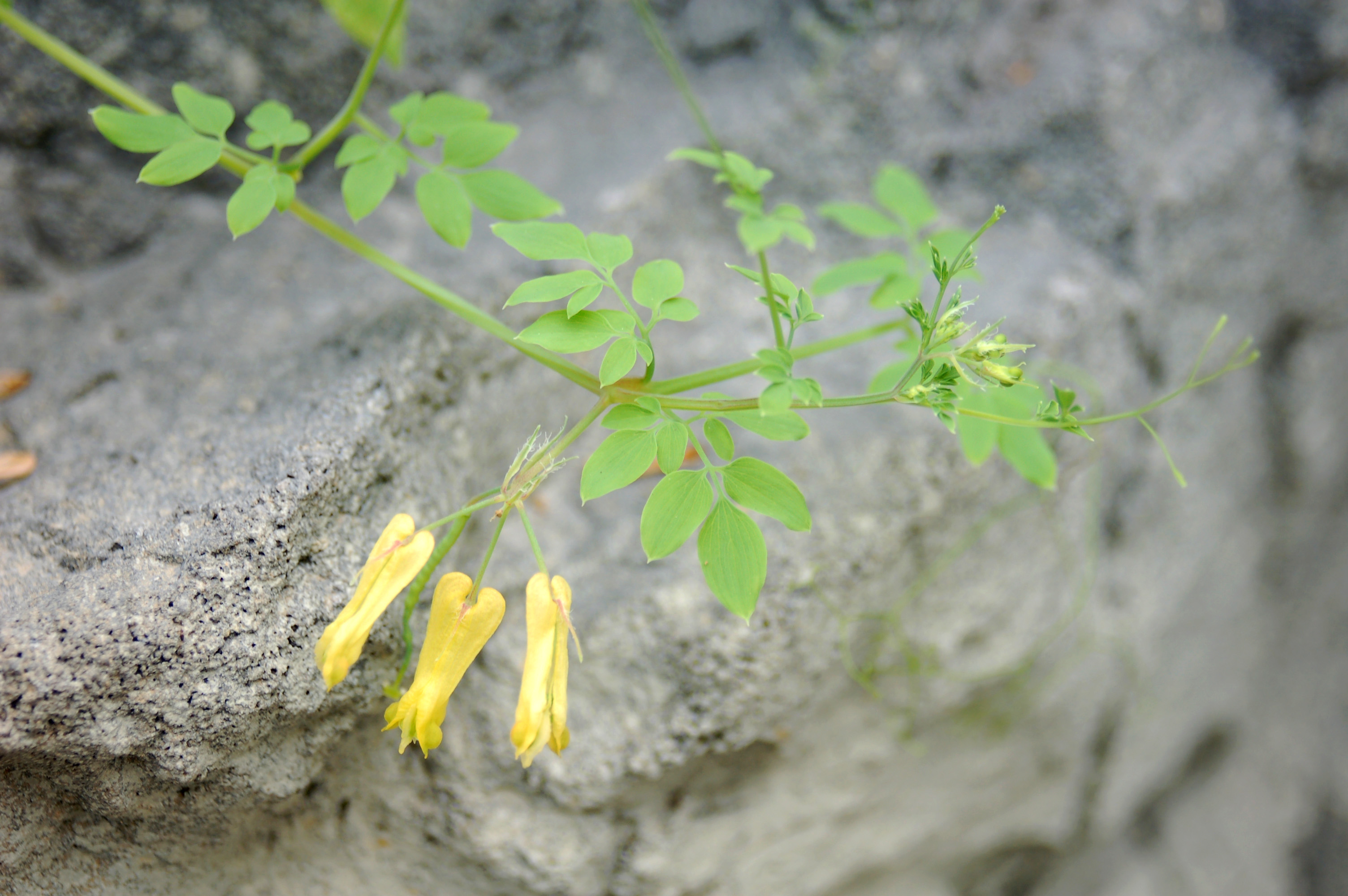
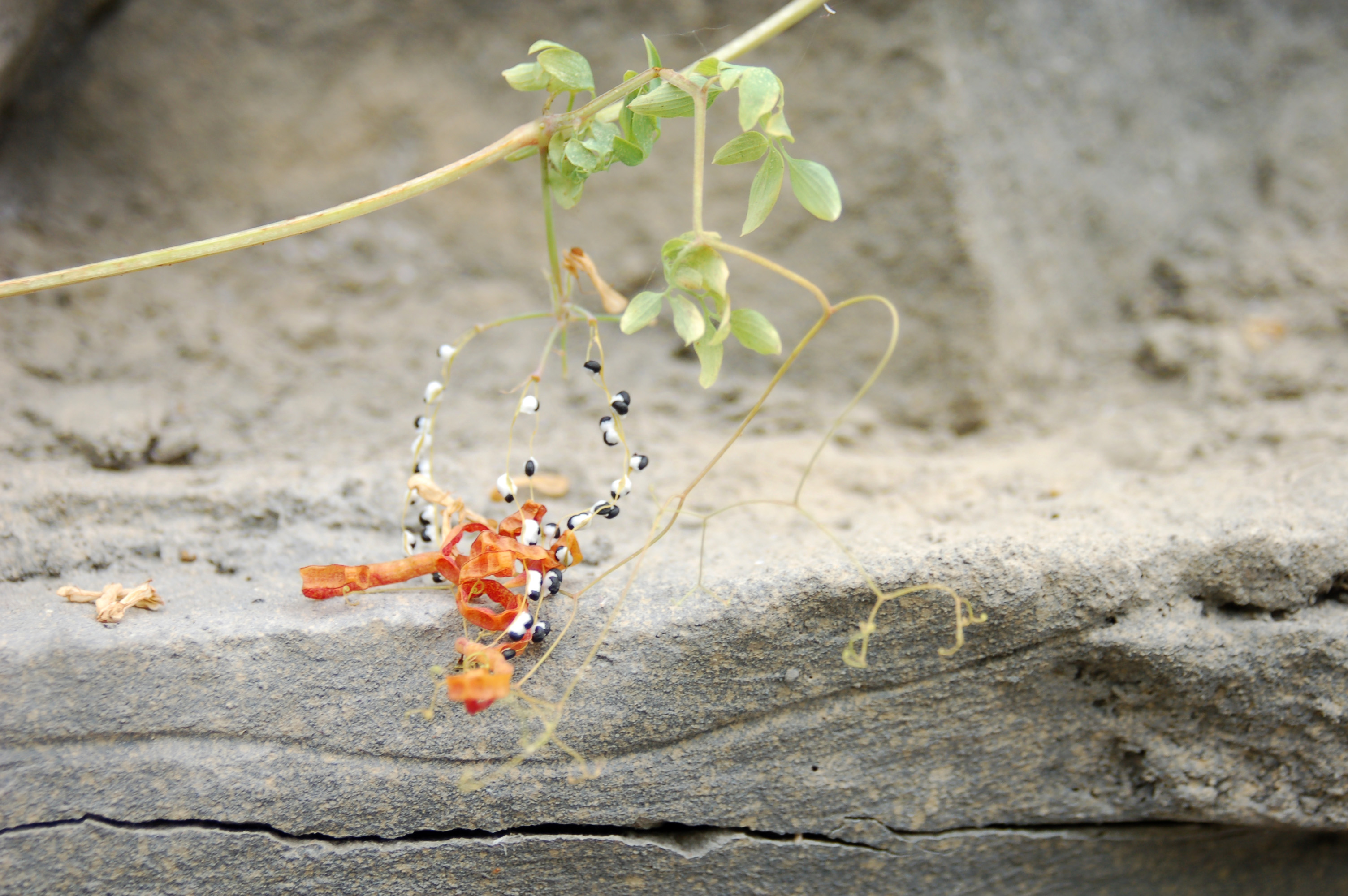
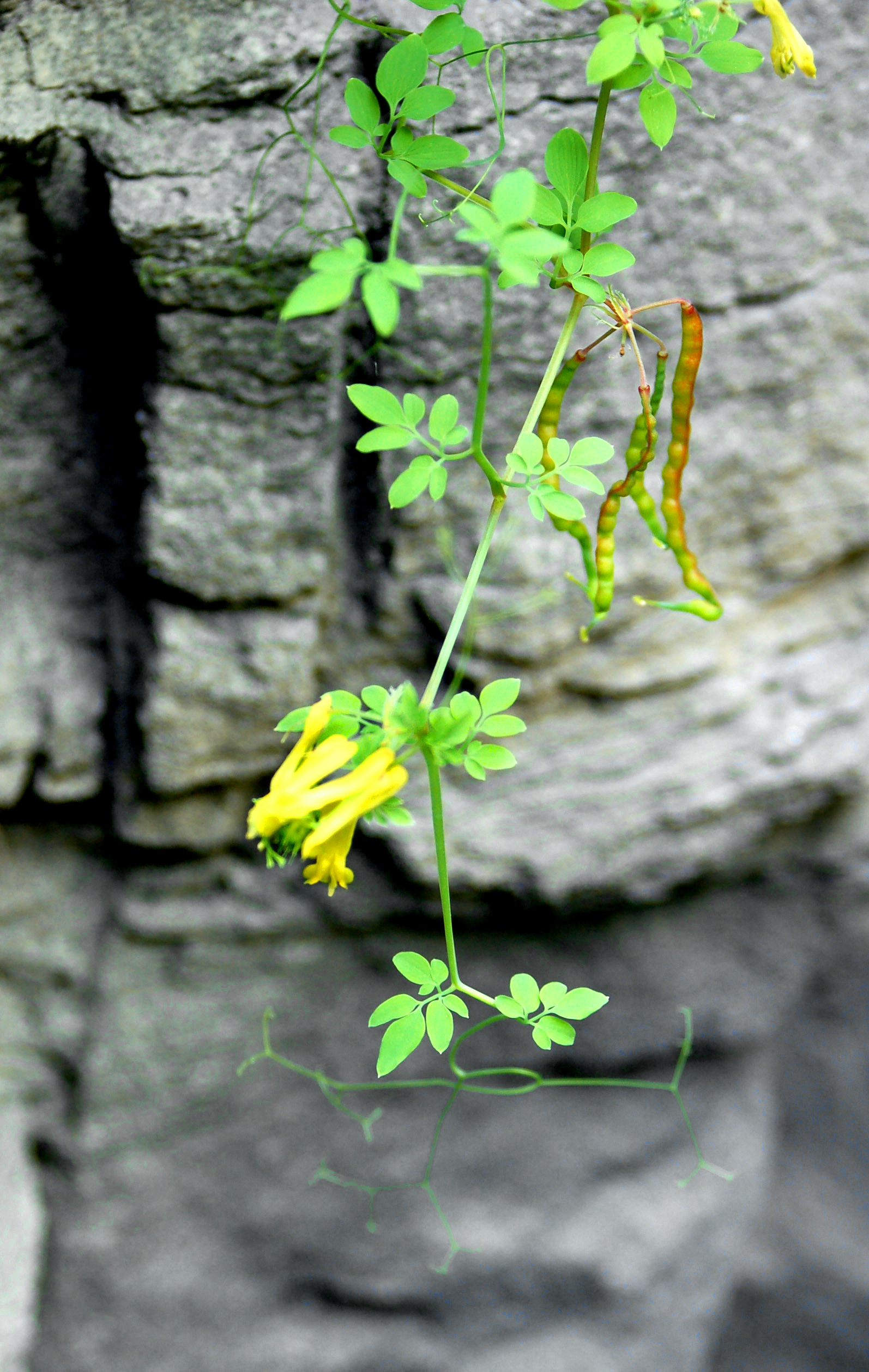
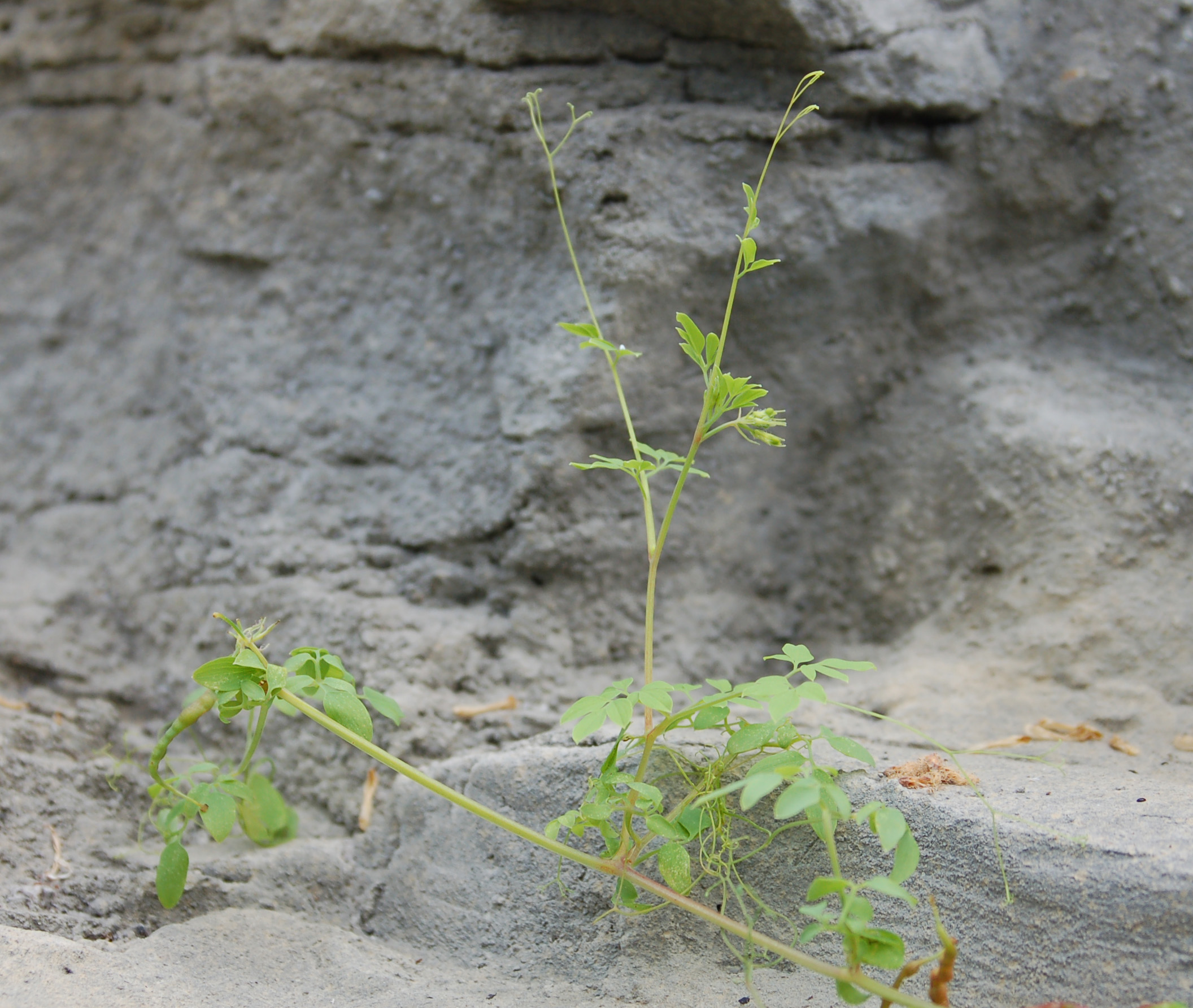